# Clasificación para el Torneo de Fútbol en los Juegos Olímpicos de Barcelona 1992
La Clasificación para el Torneo de Fútbol en los Juegos Olímpicos de Barcelona 1992 se llevó a cabo del 21 de octubre de 1990 al 3 de junio de 1992 para definir a 16 clasificados entre 113 países a fútbol en los Juegos Olímpicos de Barcelona 1992. A diferencia de las ediciones anteriores, a partir de esta se juega con selecciones sub-23.

## Participantes
- 32 de Europa (UEFA)
- 10 de Sudamérica (CONMEBOL)
- 19 de Norteamérica, Centroamérica y el Caribe (CONCACAF)
- 28 de Asia (AFC)
- 4 de Oceanía (OFC)
- 20 de África (CAF)

## Resultados

### Europa
Participaron 32 selecciones en un torneo de dos rondas para definir a cuatro clasificados y medio a los Juegos Olímpicos de Barcelona 1992. Italia, Suecia, Dinamarca clasificaron directamente junto a Polonia por medio del mejor eliminado en cuartos de final porque Escocia no era elegible para el torneo olímpico; mientras que Países Bajos clasificó al repechaje intercontinental contra el campeón de Oceanía.

### Sudamérica
Participaron 10 equipos en un torneo clasificatorio que se jugó en Paraguay para definir a dos clasificados. Paraguay y Colombia fueron los clasificados.

### Concacaf
Participaron 20 países en una eliminatoria que constó de dos rondas para definir a dos clasificados al torneo olímpico. Estados Unidos y México fueron los que consiguieron la clasificación a Barcelona 1992.

### África
Participaron 32 selecciones en una eliminatoria de tres rondas que se jugó del 18 de noviembre de 1990 al 23 de febrero de 1992 para definir a tres clasificados a Barcelona 1992. Marruecos, Ghana y Egipto fueron los que obtuvieron la clasificación al torneo olímpico.

### Asia
Participaron 28 países en una eliminatoria que se jugó en dos rondas del 18 de mayo de 1991 al 30 de enero de 1992 para definir a tres clasificados a fútbol en los Juegos Olímpicos de Barcelona 1992. Catar, Corea del Sur y Kuwait fueron las selecciones clasificadas por Asia a Barcelona 1992.

### Oceanía
Participaron cuatro países en una eliminatoria que se jugó bajo un sistema de liga del 19 de mayo al 22 de noviembre de 1991 para definir al clasificado al repechaje intercontinental. Australia fue el clasificado al ganar sus seis partidos.

### Repechaje Intercontinental
Australia como campeón de Oceanía enfrentó a Países Bajos como quinto lugar de Europa en una serie a dos partidos ida y vuelta para definir al último clasificado a Barcelona 1992.
| Equipo 1  | Agr.     | Equipo 2     | Ida | Vuelta |
| --------- | -------- | ------------ | --- | ------ |
| Australia | 3–3 (v.) | Países Bajos | 1–1 | 2–2    |

| 17 de mayo de 1992 | Australia  | 1–1     | Países Bajos      | Sydney Football Stadium, Sídney                           |                                                           |
|                    | Vidmar 24' | Reporte | Murphy 49' (a.g.) | Asistencia: 18,784 espectadores Árbitro(s): Shizuo Takada | Asistencia: 18,784 espectadores Árbitro(s): Shizuo Takada |

| 24 de mayo de 1992 | Países Bajos               | 2–2 (t. s.) | Australia        | Stadion Galgenwaard, Utrecht                              |                                                           |
|                    | - De Boer 69' - Numan 102' | Reporte     | - Zelic 43' 117' | Asistencia: 8,500 espectadores Árbitro(s): Philippe Leduc | Asistencia: 8,500 espectadores Árbitro(s): Philippe Leduc |

## Clasificados
- España (anfitrión)
- Catar
- Corea del Sur
- Kuwait
- Egipto
- Ghana
- Marruecos
- Estados Unidos
- México
- Paraguay
- Colombia
- Italia
- Suecia
- Dinamarca
- Polonia
- Australia